# اتفاقية الأمم المتحدة لمكافحة الفساد
اتفاقية الأمم المتحدة لمكافحة الفساد هي اتفاقية متعددة الأطراف تتفاوض بشأنها الدول الأعضاء في الأمم المتحدة. هذه هي أول صك مكافحة فساد دولي ملزم قانونا. تضم الاتفاقية 71 مادة مقسمة إلى 8 فصول على أن تقوم الدول الأطراف بتنفيذ عدة تدابير لمكافحة الفساد والتي قد تؤثر على القوانين والمؤسسات والممارسات. تهدف هذه الإجراءات إلى منع الفساد وتجريم بعض التصرفات وتعزيز إنفاذ القانون والتعاون القضائي الدولي وتوفير آليات قانونية فعالة لاسترداد الموجودات والمساعدة التقنية وتبادل المعلومات وآليات لتنفيذ الاتفاقية بما في ذلك مؤتمر الدول الأطراف في اتفاقية الأمم المتحدة لمكافحة الفساد.
يشجع مكتب الأمم المتحدة المعني بالمخدرات والجريمة الاتفاقية وتنفيذها.

## التوقيعات والتصديقات ودخولها حيز النفاذ
اعتمدت اتفاقية مكافحة الفساد من قبل الجمعية العامة للأمم المتحدة في 31 أكتوبر 2003 من قبل قرار 58/4. تم فتح باب التوقيع عليها في ميريدا بيوكاتان بالمكسيك في الفترة من 9 إلى 11 ديسمبر 2003 وبعد ذلك في مقر الأمم المتحدة في مدينة نيويورك. تم التوقيع عليها من قبل 140 دولة. اعتبارا من 1 يناير 2015 فإن هناك 174 عضو تشمل 171 دولة عضو في الأمم المتحدة وجزر كوك وفلسطين والاتحاد الأوروبي.
اعتباراً من 1 يناير 2015 فإن 22 دولة عضو في الأمم المتحدة لم تصدق على الاتفاقية وهي (تشير النجمة أن الدولة قد وقعت على الاتفاقية):

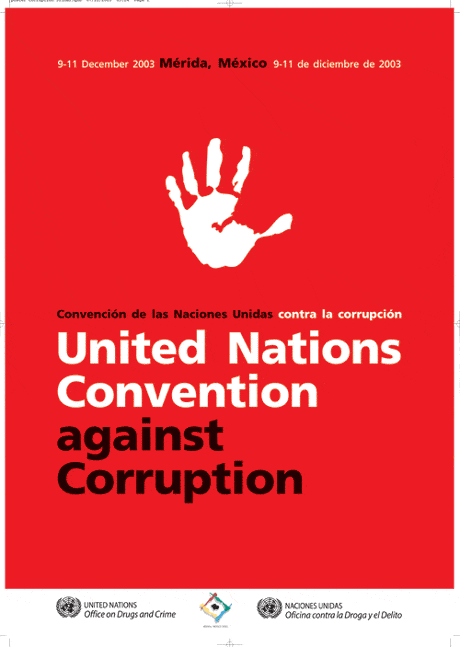

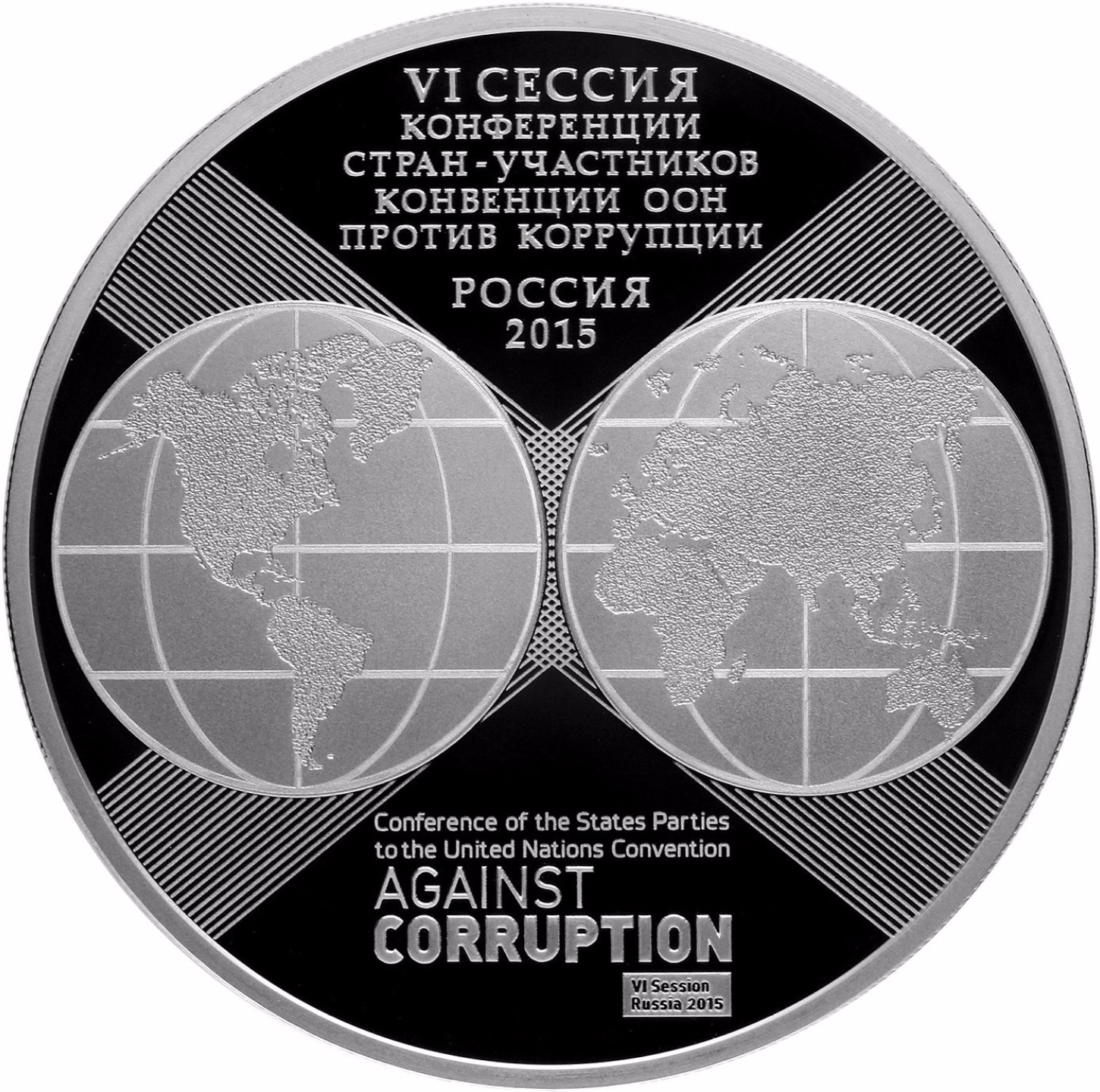

- أندورا
- باربادوس*
- بليز
- بوتان*
- تشاد
- غينيا الاستوائية
- إريتريا
- غامبيا
- غرينادا
- اليابان*
- موناكو
- نيوزيلندا*
- كوريا الشمالية
- سانت كيتس ونيفيس
- سانت فينسنت والغرينادين
- ساموا
- سان مارينو
- الصومال
- سورينام
- سوريا*
- تونغا
- توفالو

## الخلفية
الاتفاقية هي الأحدث في سلسلة طويلة من التطورات التي اعترف بها الخبراء والسياسيين وذات التأثير البعيد المدى من الفساد والجريمة الاقتصادية التي تقوض قيمة الديمقراطية والتنمية المستدامة وسيادة القانون. الاتفاقية في الحاجة إلى وضع تدابير فعالة ضد الفساد على المستويين المحلي والدولي. العمل الدولي لمكافحة الفساد قد تقدم والبيانات التعريفية للاتفاقية ملزمة قانونا. بينما في بداية إجراء المناقشة تركزت بشكل ضيق نسبيا على جرائم محددة أبرزها الرشوة وأصبح فهم الفساد أوسع وبالتالي فإن التدابير ضدها توسع. نهج مكافحة الفساد الشامل والطابع الإلزامي لكثير من أحكامه أعطى دليل على هذا التطور. الاتفاقية تتعامل مع أشكال الفساد التي لم يتم تغطيتها من قبل العديد من الصكوك الدولية السابقة مثل الاتجار بالنفوذ وإساءة استعمال الوظيفة وأنواع مختلفة من الفساد في القطاع الخاص. من التطورات الهامة المزيد من إدراج فصل خاص التعامل مع استعادة الأصول المسروقة ومصدر قلق كبير بالنسبة للبلدان التي تسعى أصول القادة السابقين وغيرهم من المسؤولين المتهمين أو تم الاثبات بأنهم انخرطوا في الفساد.
توجد اتفاقيات مكافحة فساد رئيسية أخرى مثل اتفاقية البلدان الأمريكية لمكافحة الفساد واتفاقية منظمة التعاون والتنمية لمكافحة الرشوة واتفاقية الاتحاد الأفريقي لمنع الفساد ومحاربته ولكنها تقتصر على إما مناطق معينة من العالم أو مظاهر معينة من الفساد.

## مؤتمر الدول الأطراف
وفقا للمادة 63 من اتفاقية مكافحة الفساد فقد تم إقرار مؤتمر الدول الأطراف لاتفاقية مكافحة الفساد لتحسين القدرة والتعاون بين الدول الأطراف لتحقيق الأهداف المنصوص عليها في اتفاقية مكافحة الفساد وتعزيز تنفيذها واستعراضه.
في دوراته المختلفة إلى جانب الدعوة بانتظام الدول الأطراف والدول الموقعة على التكيف مع قوانينها وأنظمتها لجعلها مطابقة لأحكام اتفاقية مكافحة الفساد فقد اعتمد مكتب الأمانة القرارات وفوض لتنفيذها بما في ذلك من خلال تطوير المشاريع المساعدة التقنية.
أنشأ مكتب الأمانة عدد من الهيئات الفرعية لتعزيز تنفيذ جوانب محددة من اتفاقية مكافحة الفساد. فريق استعراض التنفيذ الذي يركز على آلية استعراض التنفيذ والمساعدة التقنية والفريق العامل المعني باسترداد الموجودات والفريق العامل المعني الوقاية منها وكذلك اجتماعات فريق الخبراء بشأن التعاون الدولي يجتمعون بانتظام في الفترة الفاصلة بين الدورتين.
عقدت الدورة الأولى من مكتب الأمانة من 10 إلى 14 ديسمبر 2006 في البحر الميت بالأردن. وافقت الدول الأطراف في قراره 1/1 أنه من الضروري إنشاء آلية مناسبة وفعالة للمساعدة في استعراض تنفيذ اتفاقية مكافحة الفساد. تأسست مجموعة العمل الحكومية لبدء العمل على تصميم مثل هذه الآلية. تم ضبط مجموعتا عمل أخرى تصل إلى تعزيز تنسيق الأنشطة المتصلة بتقديم المساعدة الفنية واسترداد الموجودات على التوالي.
عقد مكتب الأمانة الاجتماع الثاني في بالي باندونيسيا من 28 يناير إلى 1 فبراير 2008. بالنسبة لآلية استعراض تنفيذ فقد قررت الدول الأطراف أن تأخذ في الاعتبار نهج جغرافي متوازن لتجنب أي عناصر عدائية أو جزائية لوضع مبادئ توجيهية واضحة لكل آلية جانبا وتشجيع الانضمام العالمي لمكافحة الفساد والتعاون البناء في التدابير الوقائية واسترداد الموجودات والتعاون الدولي وغيرها من المجالات. طلب مكتب الأمانة أيضا الجهات المانحة والبلدان المستقبلة لتعزيز التنسيق وتعزيز المساعدة التقنية من أجل تنفيذ اتفاقية مكافحة الفساد والتعامل مع قضية رشوة موظفي المنظمات الدولية العامة.
عقد الاجتماع الثالث في الدوحة عاصمة قطر من 9 إلى 13 نوفمبر 2009. اعتمد القرار التاريخي 3/1 على استعراض تنفيذ اتفاقية مكافحة الفساد التي تحتوي على اختصاصات آلية استعراض تنفيذ. نظرا لإنشائه وبالنظر إلى أن تحديد الاحتياجات وتقديم المساعدة التقنية لتسهيل التنفيذ الناجح والثابت من اتفاقية مكافحة الفساد هي في جوهر الآلية فقد قرروا إلغائه في دورته الثالثة للمرة الأولى واعتمد الفريق العامل المعني بالمساعدة التقنية واضعاف ولايتها في عمل فريق استعراض التنفيذ. فتح باب العضوية للفريق العامل الحكومي الدولي لمنع مواصلة استكشاف الممارسات الجيدة في هذا المجال. يرافق الاجتماع العديد من الأحداث الجانبية مثل المنتدى العالمي الأخير لمكافحة الفساد وحماية النزاهة (بالتعاون مع الشركات) ومنتدى للشباب.
عقد الاجتماع الرابع في مدينة مراكش المغربية من 24 إلى 28 أكتوبر 2011. اعتبر المؤتمر التقدم المحرز الاعتراف بأهمية معالجة احتياجات المساعدة التقنية في آلية الاستعراض. أكد أيضا على الدعم لمجموعات العمل المعني باسترداد الموجودات والوقاية منها وأنشأ اجتماعات فريق الخبراء الحكومي الدولي المفتوح العضوية المعني بالتعاون الدولي لتقديم المشورة والمساعدة فيما يتعلق بتسليم المجرمين والمساعدة القانونية المتبادلة. بالإضافة إلى اقرار جدول رئيسي فقد استضافوا الأحداث الجانبية والجمع بين الحكومات وأجزاء مختلفة من المجتمع مثل القطاع الخاص والبرلمانيين وسلطات مكافحة الفساد ومنظمات المجتمع المدني.
الاجتماعات القادمة ستعقد في بنما في 2013 وروسيا في 2015 والنمسا في 2017.

## التدابير والأحكام
تغطي الاتفاقية خمسة مجالات رئيسية هي: التدابير الوقائية والتجريم وإنفاذ القانون والتعاون الدولي واسترداد الموجودات والمساعدة التقنية وتبادل المعلومات. ويشمل الأحكام الإلزامية وغير الإلزامية على حد سواء.

### أحكام عامة (الفصل الأول، المواد 1-4)
تشمل المواد البيان الافتتاحي والذي يغطي كلا من تعزيز النزاهة والمساءلة داخل كل بلد ودعم التعاون الدولي والمساعدة التقنية بين الدول الأطراف. كما تشمل تعاريف للمصطلحات الهامة المستخدمة في الاتفاقية. بعض هذه هي مماثلة لتلك المستخدمة في الاتفاقيات الأخرى وعلى وجه الخصوص اتفاقية الأمم المتحدة لمكافحة الجريمة المنظمة عبر الوطنية ولكن تعريفات «موظف عمومي» و«موظف عمومي أجنبي» و«موظف مؤسسة دولية عمومية» هي جديدة ومهمة لتحديد نطاق تطبيق اتفاقية مكافحة الفساد في هذه المجالات. الاتفاقية لا تنص على تعريف للفساد. وفقا للمادة 2 من ميثاق الأمم المتحدة والمادة 4 من اتفاقية مكافحة الفساد تنص على حماية السيادة الوطنية للدول الأطراف.

### التدابير الوقائية (الفصل الثاني، المواد 5-14)
تعترف اتفاقية مكافحة الفساد على أهمية الوقاية من الفساد عن طريق الذهاب إلى أبعد من التدابير من الاتفاقيات السابقة في كل من النطاق والتفصيل. توجه تدابير وقائية في كل من القطاعين العام والخاص. يتضمن الفصل الثاني سياسات وقائية مثل إنشاء هيئات لمكافحة الفساد وتعزيز الشفافية في تمويل الحملات الانتخابية والأحزاب السياسية. ينبغي لهيئات مكافحة الفساد تنفيذ سياسات مكافحة الفساد ونشر المعرفة ويجب أن تكون مستقلة والموارد الكافية والمدربة بشكل صحيح والموظفين. تلتزم الدول الأطراف أيضا لضمان أن خدماتها العامة تخضع للضمانات التي تعزز الكفاءة والشفافية والتوظيف على أساس الجدارة. يجب على موظفي القطاع العام أن يكونوا ملزمين بمدونات السلوك ومتطلبات الإفصاح المالية وغيرها والتدابير التأديبية المناسبة. كما يجب تعزيز الشفافية والمساءلة في إدارة المالية العامة ويتم وضع شروط محددة للوقاية من الفساد في المجالات الحيوية وخاصة في القطاع العام مثل السلطة القضائية والمشتريات العامة. يتطلب منع الفساد أيضا محاولة من جميع أفراد المجتمع ككل. لهذه الأسباب يدعو مكتب الأمانة البلدان على العمل بنشاط على تعزيز مشاركة المجتمع المدني ورفع الوعي العام بالفساد وما يمكن القيام به حيال ذلك. تطبيق المتطلبات المقدمة للقطاع العام أيضا في القطاع الخاص وهو أيضا من المتوقع أن تعتمد إجراءات وقواعد السلوك شفافة.

### التجريم وإنفاذ القانون (المواد من الفصل الثالث، 15-44)
الفصل الثالث يدعو الدول الأطراف إلى إنشاء أو الحفاظ على سلسلة من جرائم جنائية محددة بما في ذلك ليس فقط جرائم عريقة مثل الرشوة والاختلاس ولكن كما يجري لا يجرم من قبل في العديد من الدول مثل المتاجرة بالنفوذ وغيرها من انتهاكات المهام الرسمية. مجموعة واسعة من طرق الفساد التي تجلى في مختلف البلدان ولبعض الجرائم تحديات تشريعية ودستورية خطيرة وهي حقيقة تنعكس في قرار اللجنة المخصصة لجعل بعض الأحكام إما اختياري («... يجب النظر في اعتماد...») أو تخضع للمتطلبات الأساسية الدستورية أو داخلية أخرى («... تخضع لدستورها والمبادئ الأساسية لنظامها القانوني...»). الأفعال المحددة التي يجب على الدول الأطراف تجريمها تشمل الرشوة النشطة (للتقديم أو إعطاء مزية غير مستحقة) من الموظفين العموميين الوطنيين الدولي أو الأجنبي وارتشاء الموظف العمومي الوطني واختلاس الأموال العامة. تشمل الجرائم إلزامية أخرى عرقلة سير العدالة والإخفاء وتحويل أو نقل العائدات الإجرامية (غسل الأموال). العقوبات تمتد إلى أولئك الذين يشاركون فيها ويمكن أن تمتد إلى أولئك الذين يحاولون ارتكاب جرائم الفساد. اتفاقية مكافحة الفساد تتجاوز الاتفاقيات السابقة من هذا النوع التي تطلب من الدول الأطراف تجريم الأشكال الأساسية فقط من الفساد. تشجع الدول الأطراف ولكن ليس بالشكل المطلوب تجريم جملة أمور منها ارتشاء الموظفين العموميين الأجانب والدوليين والمتاجرة بالنفوذ وإساءة استعمال الوظيفة والإثراء غير المشروع والرشوة والاختلاس في القطاع الخاص وإخفاء الأصول غير المشروعة.
علاوة على ذلك يتعين على الدول الأطراف تبسيط القواعد المتعلقة بأدلة السلوك الفاسد وضمان أن العقبات التي قد تنشأ عن تطبيق قوانين السرية المصرفية يجب التغلب عليها. هذا أمر مهم خاصة وأن أعمال الفساد كثيرا ما تكون صعبة للغاية للإثبات أمام المحكمة. توجد أهمية خاصة وهي أيضا إدخال مسؤولية الأشخاص الاعتباريين. في مجال إنفاذ القانون ومكافحة الفساد تدعو إلى تعاون أفضل بين الهيئات الوطنية والدولية والمجتمع المدني. هناك حكم لحماية الشهود والضحايا والشهود الخبراء والمبلغين عن المخالفات لضمان إنفاذ القانون بشكل فعال.
صدق روسيا على الاتفاقية في عام 2006 لكنه فشل في تطبيق المادة 20 التي تجرم «الإثراء غير المشروع». في مارس 2013 قدم الحزب الشيوعي عريضة تحتوي على 115 ألف توقيع لمجلس الدوما لصالح القيام بذلك. حتى عام 2015 لم يتم تصديق وتطبيق قانون مكافحة الفساد.

### التعاون الدولي (الفصل الرابع، المواد 43-49)
بموجب الفصل الرابع من اتفاقية مكافحة الفساد يجب على الدول الأطراف أن تساعد بعضها بعضا في مكافحة الفساد بما في ذلك الوقاية والتحقيق وملاحقة الجناة. التعاون يأخذ شكل تسليم المجرمين والمساعدة القانونية المتبادلة ونقل أحكام الأشخاص والإجراءات الجنائية والتعاون في مجال إنفاذ القانون. مما يشجع أيضا التعاون في المسائل المدنية والإدارية. استنادا إلى الفصل الرابع فإن مكتب الأمانة نفسه يمكن أن يستخدم كأساس لتسليم المجرمين والمساعدة القانونية المتبادلة وإنفاذ القانون فيما يتعلق بالجرائم المتصلة بالفساد. «التجريم المزدوج» الذي هو شرط أن الجريمة ذات الصلة يجب أن يجرم بها في كل من الدولة الطالبة والمطلوبة ويعتبر الوفاء بصرف النظر عما إذا تم استخدام نفس المصطلحات أو فئة من جريمة في كل من الولايات القضائية. في حالة طلب الحصول على المساعدة التي تنطوي على تدابير غير قسرية يتعين على الدول الأطراف أن تقدم المساعدة حتى عند التجريم الغائب إلا على المفاهيم الأساسية لنظمها القانونية. يحتوي الفصل الرابع أيضا على أحكام أخرى مبتكرة تهدف إلى تسهيل التعاون الدولي. على سبيل المثال فإن الدول الأطراف التي تستخدم اتفاقية مكافحة الفساد كأساس لتسليم المجرمين أن لا تنظر في الجرائم المتعلقة بالفساد بكونها سياسية. يمكن أيضا تقديم المساعدة فيما يتعلق بالجرائم التي يتهم فيها الأشخاص الاعتباريين. السرية المصرفية لا يمكن ذكرها كسبب لرفض طلب الحصول على المساعدة. من أجل ضمان التعاون السريع والفعال يتعين على كل دولة طرف أن تعين سلطة مركزية مسؤولة عن تلقي الطلبات. بشكل عام يوفر الفصل الرابع منصة واسعة ومرنة للتعاون الدولي. ومع ذلك فإن أحكامها لا تستنفد كل قضايا التعاون الدولية التي تغطيها اتفاقية مكافحة الفساد وبالتالي أغراض اتفاقية مكافحة الفساد وأحكام الفصول الأخرى تحتاج أيضا إلى أن تؤخذ بعين الاعتبار.

### استرداد الموجودات (الفصل الخامس، المواد 51-59)
يعتبر الاتفاق على استرداد الموجودات انفراجة كبيرة ويدعي كثير من المراقبين أنه أحد الأسباب التي جعلت العديد من الدول النامية توقع على الاتفاقية. استرداد الموجودات هو في الواقع مسألة في غاية الأهمية بالنسبة لكثير من البلدان النامية حيث الفساد على مستوى عال وقد نهبت الثروة الوطنية. التوصل إلى اتفاق بشأن هذا الفصل تشارك مفاوضات مكثفة والمصالح المشروعة للبلدان التي ترغب في استرداد الأصول غير المشروعة كان لا بد من التوفيق بين الضمانات القانونية والإجرائية للبلدان التي سوف تلتمس المساعدة. عموما في سياق المفاوضات فإن الدول التي تسعى لاسترداد الأصول سعت إلى إنشاء الافتراضات التي من شأنها أن تجعلها واضحة لملكيتهم للموجودات وإعطاء الأولوية للعودة عبر وسائل أخرى للتخلص منها. البلدان لديها مخاوف بشأن اللغة التي قد تخطر بها حقوق الإنسان الأساسية والحماية الإجرائية المرتبطة بالمسؤولية الجنائية وتجميد وحجز ومصادرة وإعادة هذه الأصول.
الفصل الخامس من اتفاقية مكافحة الفساد يؤسس استرداد الموجودات باعتباره «المبدأ الأساسي» للاتفاقية. الأحكام المتعلقة باسترداد الموجودات تكمن الإطار في القانون المدني والجنائي على حد سواء لتعقب وتجميد ومصادرة وإعادة الأموال التي تم الحصول عليها من خلال الأنشطة الفاسدة. إن الدولة الطالبة في معظم الحالات تتلقى الأموال المستردة طالما أنه يمكن إثبات الملكية. في بعض الحالات يتم إرجاع الأموال مباشرة للضحايا الفردية.
إذا لم يكن هناك ترتيب آخر في المكان يجوز للدول الأطراف استخدام الاتفاقية نفسها كأساس قانوني. المادة 54 (1) (أ) من اتفاقية مكافحة الفساد تنص على أن: "كل دولة طرف (يجب)... أن تتخذ من التدابير التي قد تكون ضرورية للسماح لسلطاتها المختصة لإنفاذ أمر المصادرة الصادر عن محكمة دولة أخرى والمادة 54 (2) (أ) من اتفاقية مكافحة الفساد تنص أيضا على التجميد المؤقت أو الاستيلاء على الممتلكات حيث توجد أسباب كافية لاتخاذ مثل هذه الإجراءات في وقت مبكر من طلب رسمي.
مع الاعتراف بأن استعادة الأصول مكلفة للغاية ومعقدة وعملية فاشلة في كثير من الأحيان فقد يتضمن هذا الفصل أيضا عناصر تهدف إلى منع عمليات النقل غير المشروع وتوليد السجلات التي يمكن استخدامها حيث يكون النقل غير المشروع في نهاية المطاف مجمد ومضبوط ومصادر (المادة 52). يتم تضمين تحديد الخبراء الذين يمكن أن يساعدوا البلدان النامية في هذه العملية أيضا كشكل من أشكال المساعدة التقنية (المادة 60 (5)).

### المساعدة التقنية وتبادل المعلومات (المواد من الفصل السادس، 60-62)
يكرس الفصل السادس من اتفاقية مكافحة الفساد إلى المساعدة التقنية وهذا يعني الدعم المقدم للبلدان النامية والتي تمر بمرحلة انتقالية في تنفيذ اتفاقية مكافحة الفساد. تغطي أحكام التدريب والموارد المادية والبشرية والبحوث وتبادل المعلومات. يدعو مكتب الأمانة أيضا للتعاون من خلال المنظمات الدولية والإقليمية (وكثير منها قد أنشأت بالفعل برامج مكافحة الفساد) الجهود البحثية ومساهمة الموارد المالية بشكل مباشر إلى البلدان النامية والبلدان ذات الاقتصادات التي تمر بمرحلة انتقالية وإلى المكتب.

### آليات التنفيذ (الفصل السابع والمواد 63-64)
الفصل السابع يحتوي على صفقات التنفيذ الدولي من خلال مكتب الأمانة والأمانة العامة للأمم المتحدة.

### أحكام ختامية (الفصل الثامن، المواد 65-71)
الأحكام النهائية هي مماثلة لتلك التي وجدت في معاهدات الأمم المتحدة الأخرى. الأحكام الرئيسية التي تضمن متطلبات اتفاقية مكافحة الفساد هي أن تفسر على أنها الحد الأدنى من المعايير التي على الدول الأطراف الأحرار في تطبيق تدابير «أكثر صرامة أو شدة» من تلك المنصوص عليها في أحكام محددة.

## تنفيذ اتفاقية مكافحة الفساد ومراقبة آلية
وفقا للمادة 63 (7) من اتفاقية مكافحة الفساد فإن «مؤتمر يضع إذا رأى ضرورة لذلك أي آلية أو هيئة مناسبة للمساعدة في تنفيذ الاتفاقية على نحو فعال». في دورته الأولى أنشأ مكتب الأمانة لفتح فريق الخبراء الحكومي الدولي لتقديم توصيات إلى المؤتمر بشأن الآلية المناسبة. تم تقديم «برنامج الاستعراض التجريبي» فرصة كافية لاختبار الأساليب الممكنة لاستعراض تنفيذ اتفاقية مكافحة الفساد مع الهدف العام لتقييم كفاءة وفعالية آلية اختبار وتوفير المعلومات عن الدروس المستفادة والخبرات المكتسبة وبالتالي تمكين اتخاذ قرارات مستنيرة بشأن إنشاء آلية مناسبة لاستعراض تنفيذ اتفاقية مكافحة الفساد. في اجتماعه الثالث الذي عقد في الدوحة في نوفمبر 2009 اعتمد القرار 3/1 بشأن استعراض تنفيذ الاتفاقية التي تحتوي على اختصاصات آلية استعراض تنفيذ. أنشأت آلية استعراض تهدف إلى مساعدة البلدان على تحقيق أهداف اتفاقية مكافحة الفساد من خلال عملية مراجعة النظراء. يهدف لمواصلة تعزيز إمكانات اتفاقية مكافحة الفساد من خلال توفير وسائل للبلدان لتقييم مستوى تنفيذها من خلال استخدام قائمة التقييم الذاتي المرجعية الشاملة وتحديد الفجوات المحتملة ووضع خطط عمل لتعزيز تنفيذ اتفاقية مكافحة الفساد على المستوى المحلي. يقدم المكتب كأمانة لآلية الاستعراض.
الشروط المرجعية تحدد أن كل مرحلة مراجعة تتكون من دورتي مراجعة من خمس سنوات. تغطي دورة الاستعراض الأولى الفصلين الثالث (التجريم وإنفاذ القانون) والرابع (التعاون الدولي) من اتفاقية مكافحة الفساد. دورة الاستعراض الثانية التي ستبدأ في عام 2015 تغطي الفصلين الثاني (التدابير الوقائية) والخامس (استرداد الموجودات). يجب على جميع الدول الأطراف الخضوع للمراجعة في كل دورة. يتم اختيار الدول الأطراف للمراجعة عن طريق القرعة. تتم مراجعة كل دولة طرف من قبل اثنين من الدول الأطراف الأخرى مع المشاركة النشطة من جانب الدولة الطرف قيد الاستعراض. واحدة على الأقل من الدول غير مراجعة من المجموعة الإقليمية للدولة الطرف قيد الاستعراض.
يستند مراجعة المكتب الأولي على ردود كل دولة على قائمة التقييم الذاتي المرجعية الشاملة القائمة على تكنولوجيا المعلومات. تشجع الدول الأطراف قيد الاستعراض لإجراء مشاورات واسعة بما في ذلك جميع أصحاب المصلحة ذوي الصلة عند إعداد ردودهم. حوار نشط بين البلد قيد الاستعراض والمراجعين هو عنصر أساسي في هذه العملية. تعقد الزيارات القطرية أو اجتماعات مشتركة عندما وافقت من قبل الدولة الطرف قيد الاستعراض. يتم إعداد تقرير الاستعراض القطري الذي وافقت عليه الدولة قيد الاستعراض. الملخص التنفيذي من هذا التقرير هو وثيقة رسمية للأمم المتحدة.
في 4 أكتوبر 2012 شاركت 157 دولة في آلية استعراض إما دولة قيد الاستعراض أو كدول مراجعة.

## تحالف الاتفاقية مع منظمات المجتمع المدني
الاتفاقية التي أنشئت في عام 2006 هي عبارة عن شبكة من نحو 310 منظمة للمجتمع المدني في أكثر من 100 دولة ملتزمة بتعزيز التصديق والتنفيذ والرصد من اتفاقية مكافحة الفساد. تهدف إلى حشد دعم المجتمع المدني بشكل واسع لمكافحة الفساد وتيسير عمل المجتمع المدني القوي على المستويات الوطنية والإقليمية والدولية لدعم مكافحة الفساد. الاتفاقية مفتوحة لجميع المنظمات والأفراد الملتزمين بهذه الأهداف. اتساع الاتفاقية يعني أن إطارها هو ذات الصلة لمجموعة واسعة من منظمات المجتمع المدني بما في ذلك الجماعات العاملة في مجالات حقوق الإنسان وحقوق العمال والحكم والتنمية الاقتصادية والبيئة والمساءلة في القطاع الخاص.

## التحديات
التصديق على اتفاقية مكافحة الفساد ليس سوى الخطوة الأولى. تنفيذ أحكامه بالكامل يشكل تحديات كبيرة للمجتمع الدولي وكذلك الدول الأطراف لا سيما في ما يتعلق بالمجالات المبتكرة لمكافحة الفساد. لهذا السبب غالبا ما تحتاج البلدان لتوجيه السياسات والمساعدة التقنية لضمان التنفيذ الفعال لاتفاقية مكافحة الفساد. أظهرت نتائج السنوات الأولى أن العديد من البلدان النامية قد حددت احتياجات المساعدة التقنية. توفير المساعدة التقنية على النحو المتوخى في اتفاقية مكافحة الفساد هو أمر حاسم لضمان الإدماج الكامل والفعال لأحكام اتفاقية مكافحة الفساد في النظم القانونية المحلية وقبل كل شيء إلى واقع الحياة اليومية.